# Deividas Kumelis
Deividas Kumelis (Vilnius, 6 aprile 1995) è un cestista lituano.